# トム・ブラウン (お笑いコンビ)
トム・ブラウンは、日本の男性お笑いコンビ。ケイダッシュステージ所属。M-1グランプリ2018・2024ファイナリスト。略称はトムブラ、TB。2人とも北海道出身。

## メンバー
布川 ひろき（ぬのかわ ひろき、1984年〈昭和59年〉1月28日 - ）（41歳）
ツッコミ担当。
本名は、布川 大起（読み同じ）。
北海道札幌市東区出身、北海道札幌東陵高等学校卒業。
身長176 cm、体重78 kg。血液型A型。兄が2人おり、次兄は事務所の後輩にあたるれおてぃ（かぎしっぽ）と交際している。
肩までかかる長髪が特徴。2017年頃から伸ばし始めたが、それ以前は普通の髪型だった。伸ばし始めたのは、事務所の先輩である若林正恭（オードリー）に「内面が変だから見た目もそれに合わせた方がいい」とアドバイスされ、単独ライブでウィッグを被ってネタを演じたところいつもよりウケたことがきっかけ。自身のInstagramでは、同じく長髪の芸人とツーショットを撮る「今日のロン毛」を投稿している。
札幌市の狸小路にある居酒屋・瑠玖（るっく）のCMソングを3分ひたすら歌う持ちギャグがある。
趣味はギザ十集め、ラーメン屋巡り、aikoについて調べること。
特技は足でツッコむ、九九で間違った答えを言うこと。
資格は講道館柔道初段、落語協会落語通検定3級、プロ野球エキスパート検定5級、日本将棋連盟認定5級。柔道では中学時代に札幌市の大会で個人戦で優勝、高校時代に個人ベスト16という好成績を収めている。柔道で得意だったのは、身体が柔らかいことから寝技だったという。
幼少期から落語を嗜み、高校時代に演劇を始める。
学生時代はラジオ番組『福永俊介のアタックヤング』（STVラジオ）のリスナーで、ラジオネーム「ニンテンドー69」として番組宛にハガキも送っていた。また、『爆笑オンエアバトル』（NHK総合）の札幌大会でタカアンドトシが初オンエアを勝ち取った回にて、客席の審査員としてタカトシに1票を投じていた。
高校1年時の進路相談で、既に「お笑いをやりたい」と発言していた。
札幌吉本時代は主にピン芸人として活動。マネージャーから「ピンでやるならこのネタを100回見ろ!」とのりのりまさのり（現：長谷川雅紀（錦鯉））のビデオを渡され、何度も繰り返して見た。
札幌時代からの付き合いである女性と2015年に結婚、2019年5月11日に第1子の女児誕生を発表した。札幌時代には種馬マン（モリマン）から可愛がられており、「お互いに40歳まで未婚だったら結婚する」という約束まで交わしていたが、結局別の女性と結婚した。
プロ野球は幼少期から読売ジャイアンツの熱狂的ファンであり、子どもの頃に巨人が札幌円山球場に遠征に来た際に当時の監督長嶋茂雄の入り待ちをし、サインをもらったほどである。。その一方でパリーグに関しては地元・北海道に本拠地を構える北海道日本ハムファイターズのファンでもある。
みちお（1984年〈昭和59年〉12月29日 - ）（40歳）
ボケ担当。
本名は、道音 雄太（みちおと ゆうた）。
北海道札幌市東区東雁来町出身、北海道札幌東陵高等学校卒業・専門学校札幌スクールオブビジネス（スポーツビジネス学科スノーボード専攻）卒業。
身長170 cm、体重95 kg。血液型O型。握力 70㎏。背筋300㎏。姉が2人いる。独身。
薄毛と太り気味な体形が特徴。ペンギンの描かれたセーターを舞台衣装としている。
趣味はロボットアニメ鑑賞・映画鑑賞（特にホラー映画、クエンティン・タランティーノ監督映画）、歴史学、ゲーム、ライトノベル。
特技はスノーボード・相撲・柔道・怪力を活かした素手の芸・Y字バランス・股割り。スノーボードは中学時代からやっていた。高校生の時に柔道を始める前は相撲をやっており、相撲で全国大会ベスト36の成績を収めている。背筋力は300 kgあり、「力加減をする」という事が難しく、脳外科の医師から「力を制限するリミッターが壊れています」と言われたことがある。
資格は講道館柔道初段・全日本スキー連盟スノーボード検定1級。
プロスノーボーダーを志していたため、高校時代に布川から誘われていたお笑いの道を断った。しかしスノーボードのインストラクター資格を取得こそできたものの、周囲とのレベルの差を痛感してお笑いの道に向き直った。ちなみに通っていた専門学校のスノーボードコースの講師は松井克師であった。
変わった女性と交際する機会が多く、過去には自然体でありたいという理由で脇毛を剃らず「人前で坊主になりたい」と思い立ちネット番組にて丸刈りになったことがある保育士や、顔はピアスまみれでタトゥーを入れているシングルマザーなどと付き合っていたという。2023年4月、テレビ番組「“ネオバズ”水曜日『恋するアテンダー』」で共演したちゃんもも◎との交際を発表。
家族仲が極めて良く、特にみちおは家族から一番可愛がられており実家にいる時のみ、一人称が本名の「ゆうた」になる。
「道音」という変わった苗字は富山県発祥で、同県では「どうおん」と発音される。現在、道音姓は全国に40件ほど存在するが、そのうち約7割が富山県魚津市と北海道旭川市に集中している。
KADOKAWA主催のWeb小説コンテスト「カクヨムコン（カクヨムWeb小説短編賞2021）」に作品を投稿し、【短編小説部門】コミックフラッパー奨励賞を受賞。原作としてコミカライズとなり「巨大生物ばかりの異世界をパルクールと足場スキルで無双する。」のタイトルで、『月刊コミックフラッパー』（同社）の増刊誌『コミックアルナ』にて連載された。

## 略歴
高校時代に柔道部の先輩後輩として出会う。みちおの高校卒業直前に布川がお笑いに誘ったが、当時のみちおはプロのスノーボーダーを目指していたため誘いを断って専門学校に進学。布川は別のコンビを組み、札幌でオーディションを受けて合格。2004年11月に札幌よしもと所属となる。当初はコンビだったがすぐに解散し、ピン芸人『ぬのかわひろき』として北海道のローカル番組のテレビ・ラジオのMCなどで活動。
その一方でみちおも地元のローカル番組に出演する布川の姿を見てお笑いに興味を持ち始め、教文13丁目笑学校を卒業。2007年頃からピン芸人として活動するようになる。
布川は札幌吉本でも異端の芸風だったためライブではほとんど最下位だったが、東京吉本の幹部が来た際に唯一ヨシモトファンダンゴTVへの出演枠に選ばれ、「札幌より東京の方が向いているのでは」と思うようになる。ちょうどその頃、みちおがプロスノーボーダーへの道を諦めたと聞きお笑いオーディションで再会したのをきっかけに改めて声をかけ、コンビ結成に至る。
公式の結成日は2009年1月12日であるが、これより前の2008年から「バクブロ」など札幌のインディーズライブに出演しており、2008年のM-1グランプリにも出場歴がある。2009年2月に上京し、結成当初はフリーとして活動。マセキ芸能社のオーディションに通りかけるも結局落選する。オードリーのブレイク直後だったケイダッシュステージが若手の増強を図っていたタイミングだったため、オーディションを受けて2010年7月から所属。2人とも先輩の浜谷健司（ハマカーン）が率いる「浜谷塾」のメンバー。
コンビ名は、2人が子供の頃に漫画雑誌『週刊少年ジャンプ』（集英社）で連載されていたコミック『やまだたいちの奇蹟』の登場人物に由来。
単独ライブは、第6回・第7回を除いていずれも地元・札幌でも行っている。単独ライブツアーでは長崎、岐阜、山形など大都市圏を少し外した都市を会場に選ぶ。前述の『やまだたいちの奇蹟』と同時期に連載されていた漫画『大相撲刑事』の作者であるガチョン太朗をもじった「がちょん〇郎」（〇に数字が入る）というタイトルで2023年まで開催した。2024年は単独ライブシリーズ「タロウ」を過去6回行ったハナコの意思を受け継ぐというコンセプトのもと「たろう7」となった。
2018年、M-1グランプリにて633点を獲得、決勝6位の入賞により全国区にて地位が確立。審査員の立川志らく・松本人志（ダウンタウン）らから評価を得る。翌2019年は予選15位で準決勝敗退。敗者復活戦では出番順抽選会の結果、大トリとなる16番目にネタを披露、会場を沸かせるも視聴者投票の結果7位で敗退となり、2年連続の決勝進出を逃した。その後もM-1への挑戦を続け、ラストイヤーとなった2024年に実に6年ぶりとなる2回目の決勝進出。ファーストラウンドで最後の10番目に登場し、823点を獲得。2018年と同じく決勝6位でラストイヤーを終えた。
M-1グランプリ卒業後は、「客投票制の賞レースには向いていない」という理由からTHE SECONDには出場しないことを表明している。
ファンの総称はトムブラウニーで、2021年3月25日にInstagramでの生配信で投稿された斎藤工からのコメントによって決定した。

## 芸風
主に漫才。アクションを大きく見せ、みちおが好きなホラー的ネタや一発ギャグを繰り出すことが多い。ネタ作りはみちおが持って来た設定を基に2人で話し合いながら完成させている。当初はツッコミとボケのポジションが逆だったが、その時のみちおのツッコミフレーズは「やかましいわ」と「なんじゃ、そりゃ」の2つしかなかった。ネタの転機となったのは、同じ事務所の先輩であるハマカーンの紹介でバラエティ番組『アッコにおまかせ!』（TBSテレビ）へ出演してネタを披露した際、和田アキ子から「面白い、面白くないじゃなくて、分からん」と評され、「これはダメだ」と思い立ちそれまでの持ちネタを設定から全て考え直したという。
なお、結成して間も無い頃はコントを中心に演じており、当時は布川のみがネタ作りを請け負っていた。
かつては「デートの練習」、「クイズ」、みちおの怪力を活かして、果物をその場で潰して果汁をボウルに入れる「ミキサー」などのコントを演じ、一休さん数人と別の誰かが合体する設定（または有名人同士数人が合体する）の「一休さん」というネタもやっていた。その後、この「一休さん」と同様に有名人やアニメキャラを合体させるという設定の「合体漫才」を多く演じている。合体は何度も失敗に終わって布川も最初は戸惑うが、徐々にみちおに乗せられて一緒にその気になってしまうという流れで、その中には布川が素っ頓狂な声を出して狼狽えたり「ダメ〜!」と発しながらみちおの頭を掴むようにツッコむというフリがある。ツッコミを担う布川がツッコミの役割を果たさない「ツッコミ不在」の漫才（松本人志が評するには「ツッコミボケ」）とも評されている。そのため、M-1グランプリでのキャッチフレーズは「無秩序」（2018年）、「ラスト無秩序」（2024年）であった。ネタの冒頭で、みちおが怖いことやありえない習性（代表的なものとしては「夢屋まさるは殺します」「ケンタッキーは骨ごと飲み込みます」など）を言って布川が「キャー!」と叫びつつみちおの頭を叩くというツカミがある。「ちょっと何言ってるんですかねー!」「どうなってるんですかねー!」などとお客さんに呼びかけるようなツッコミは塙宣之（ナイツ）が絶賛している。「合体漫才」の場合、基本的に合体は無事に完成し終了するもテレビ出演時は時間の関係から完成しないままシメることがあり、その場合は布川が「ダメ〜!」と絶叫して終わる。
合体ネタは、アメリカ映画の『ザ・フライ』からも影響を受けたという。
この合体ネタを初めてライブにかけた時には、いつもとは空気が違うほどにウケてこれはイケると十分な手応えを感じたという。しかし、同年のM-1グランプリ2016では2回戦進出で終わり、ショックで解散も考えたほどだったが、M-1グランプリ2017にて準々決勝進出に終わった後もこれから1年間このネタで突き詰めてみることにしたという。みちおはこのネタを「勢いでやってるだけですけど」と話していたことがある。
ネタはいつも、ネタ自体はできているが本人たち曰くまだ不完全で本番1時間くらい前まで、細かい部分についての調整と話し合いが続いてから完成するという。

## 賞レース成績

### M-1グランプリ
| 年度             | 結果         | No.  | 備考                                              |
| ---------------- | ------------ | ---- | ------------------------------------------------- |
| 2008年（第8回）  | 2回戦進出    |      |                                                   |
| 2009年（第9回）  | 1回戦敗退    |      |                                                   |
| 2010年（第10回） | 2回戦進出    | 3327 |                                                   |
| 2015年（第11回） | 3回戦進出    | 286  |                                                   |
| 2016年（第12回） | 2回戦進出    | 138  |                                                   |
| 2017年（第13回） | 準々決勝進出 | 912  |                                                   |
| 2018年（第14回） | 決勝6位      | 919  | 決勝キャッチフレーズ「無秩序」                    |
| 2019年（第15回） | 準決勝進出   | 4533 | 予選15位、敗者復活戦7位                           |
| 2020年（第16回） | 準々決勝進出 | 2229 |                                                   |
| 2021年（第17回） | 準々決勝進出 | 3074 |                                                   |
| 2022年（第18回） | 準々決勝進出 | 2879 |                                                   |
| 2023年（第19回） | 準決勝進出   | 3769 | 敗者復活戦進出                                    |
| 2024年（第20回） | 決勝6位      | 496  | ラストイヤー 決勝キャッチフレーズ「ラスト無秩序」 |

### THE MANZAI
| 年度（回）      | 結果      |
| --------------- | --------- |
| 2011年（第1回） | 1回戦敗退 |
| 2013年（第3回） | 2回戦進出 |
| 2014年（第4回） | 2回戦進出 |

### キングオブコント
| 年度（回）       | 結果         |
| ---------------- | ------------ |
| 2019年（第12回） | 準々決勝進出 |
| 2020年（第13回） | 準々決勝進出 |
| 2021年（第14回） | 準々決勝進出 |
| 2022年（第15回） | 準々決勝進出 |

ダブルインパクト〜漫才&コント 二刀流No.1決定戦〜
| 年度   | 結果       | 備考 |
| ------ | ---------- | ---- |
| 2025年 | 準決勝進出 |      |

### その他
- 2020年 かみひとえ 第1回テレワーク漫才グランプリ - 優勝
- 2023年 水曜日のダウンタウン 第2回タッグ相撲最強コンビ決定戦 - 優勝

## 出演

### テレビ
現在のレギュラー番組
- 誰でも考えたくなる「正解の無いクイズ」（2023年4月 - テレビ東京）
- 道産人間オズブラウン（2024年4月7日 - 、札幌テレビ）

過去の出演番組
- ぐるナイおもしろ荘 おめでとう!!芸人わんさか発掘スペシャル!!（2012年1月1日、日本テレビ）
- マサカメTV（2013年7月27日、NHK総合）
- 夏-1グランプリ THE FINAL（フジテレビ）
- 学生才能発掘バラエティ 学生HEROES!（2014年2月6日・2014年2月13日・2014年12月25日、テレビ朝日）
- ナカイの窓（日本テレビ）
- ナマイキ!あらびき団（YNN・TBSチャンネル）
- うつけもん（フジテレビ） - みちおのみ
- お願い!ランキング（テレビ朝日）
- 楽器cafe火曜亭（スカパー!チャンネル）
- サトミツ・ねづっちのエンタメショー（スカパー!寄席チャンネル）
- ネクストブレイク「変ラボ」（2015年7月27日、日本テレビ） - みちおのみ
- 駆け込みドクター!運命を変える健康診断（2015年10月18日、TBS） - みちおのみ
- 平岸我楽多団（2015年11月20日・2015年11月27日、北海道テレビ）
- SICKS〜みんながみんな、何かの病気〜（2015年12月11日、テレビ東京）
- ウソのような本当の瞬間!30秒後に絶対見られるTV（2015年12月15日・2015年12月22日、テレビ東京） - みちおのみ
- 前田健芸能生活20周年記念 輝け!2016年 福男・福女決定戦（2015年12月28日、中京テレビ）
- 4K FES（2016年1月24日 - 2016年5月8日、ひかりTV）
- アッコにおまかせ!（2016年1月10日、TBS）
- 真夜中のおバカ騒ぎ!（2016年1月7日 - 2016年1月28日・2016年9月1日 - 、千葉テレビ放送・TOKYO MX） - 2016年9月1日からは準レギュラー出演
- 有吉ゼミ（2016年6月20日・2019年2月4日、2024年12月30日、日本テレビ）
- 記憶力UPゲーム シーホースパワー!（2016年7月2日、NHK総合） - 布川のみ
- ニノさん（2016年7月3日、日本テレビ）
- 炎の体育会TV（2016年7月9日、TBSテレビ） - みちおのみ
- 朝生ワイド す・またん!（2016年10月19日、読売テレビ）
- MATSUぼっち（2016年12月15日、フジテレビ）
- 初詣!爆笑ヒットパレード（2017年12月1日、フジテレビ） - みちおのみ
- チョイタメーバー（2017年1月7日、関西テレビ）
- 1周回って知らない話（2017年3月22日、日本テレビ）
- ウチのガヤがすみません!（2017年4月4日（みちおのみ）・2019年2月12日・3月12日、日本テレビ）
- バクモン学園（2017年5月15日、テレビ朝日）
- にちようチャップリン（2017年10月8日・2018年5月13日・2019年1月12日、テレビ東京）
- 犬も食わないX'masSP（2018年12月21日、日本テレビ）
- ビートたけしの独立してマージン分ギャラ下げるからあと2回ヤラせてTV（2018年12月26日、TBSテレビ）
- 人気芸能人にイタズラ!仰天ハプニング150連発（2018年12月27日、フジテレビ） - みちおのみ
- ドリーム東西ネタ合戦（2019年1月1日、TBS）
- 新春!お笑い名人寄席（2019年1月2日、テレビ東京）
- 有吉の壁（2019年1月2日 - 、日本テレビ） - 不定期出演
- カミヒトエ!（2019年1月4日、テレビ朝日）
- 前略、大徳さん（2019年1月20日、中京テレビ）
- 潜在能力テスト（2019年1月22日、フジテレビ）
- 博多華丸のもらい酒みなと旅（2019年2月3日、テレビ東京）
- 本能Z（2019年2月6日、中部日本放送）
- ダウンタウンDX（2019年2月7日、読売テレビ）
- 金曜★ロンドンハーツ（2019年2月8日・3月15日、テレビ朝日）
- 有吉ジャポン（2019年2月15日・4月5日、TBS）
- 水曜日のダウンタウン（2019年2月20日（布川のみ）・2019年4月10日（みちおのみ）、TBS）
- ネタパレ（2019年2月22日、フジテレビ）
- 相席食堂（2019年3月17日、朝日放送）
- しゃべくり007（2019年3月25日、日本テレビ）
- 体張りアトラクション×ネタ番組「笑いが無理なら体張れ」（2019年3月27日、TBS）
- 子どもの遊びをスケールアップ! ビッグ☆プレイ（2019年3月28日、読売テレビ）
- 千原キャスティング株式会社（2019年3月30日、関西テレビ）
- オールスター感謝祭（2019年4月7日・9月28日・2024年4月6日・2025年3月29日、TBS）
- オールスター後夜祭（2019年4月7日[56]・2021年3月28日[57]・10月10日（以降、布川のみ）[58]・2022年3月27日・10月2日・2023年4月9日・10月15日・2024年4月7日・10月6日・2025年3月30日（みちおのみ）[59]、TBS）
  - 第4回（2021春）でみちおは永久追放、以降布川のみ
  - 第11回（2024秋）は布川は回答者として、みちおはイベントゲストとして出演。
  - 第12回（2025春）は布川の高熱で、みちおが代役として出演。
- 有田P おもてなす（2019年4月13日、NHK総合）
- でんじろうのTHE実験（2019年4月14日、フジテレビ）
- スマイルすきっぷ〜明日の元気をフルチャージ!〜（2019年4月26日、TBS）
- リンカーン復活SP（2019年5月1日、TBS）
- くりぃむナンチャラ（2019年5月10日、テレビ朝日）
- ゴッドタン（2019年5月19日・2020年8月9日・2021年7月25日・2022年12月11日・2023年5月7日、テレビ東京）
- アメトーーク!（2019年6月6日・7月4日・2022年1月20日、テレビ朝日）
- 志村でナイト（2019年6月11日・18日、フジテレビ）
- 秘密のケンミンSHOW（2019年6月20日、読売テレビ）
- 勇者ああああ（2019年6月27日、テレビ東京）
- アカデミーナイトG（2019年7月10・17日、TBS）
- 石橋貴明のたいむとんねる（2019年7月15日、フジテレビ）
- メレンゲの気持ち（2019年7月20日、日本テレビ）
- ジンギス談（2019年7月30日・8月6日、北海道放送） - コンビそれぞれの家族大集合
- ニノさん（2019年8月4日、日本テレビ）
- その他の人に会ってみた（2019年8月6日、TBS）
- 芸能界特技王決定戦 TEPPEN（2019年8月9日、フジテレビ） - みちおのみ
- 関ジャニ∞のジャニ勉（2019年8月13日、関西テレビ）
- 今日から友達になれますか?（2019年8月18日、フジテレビ）
- タモリ倶楽部（2020年4月10日・10月16日、テレビ朝日）
- 福永☆ブラウン（札幌テレビ）
  - 2021年8月 - 前・後編
  - 2022年10月8日、15日 - リターンズ  前・後編
- ダウンタウンのガキの使いやあらへんで!（2021年11月21日、日本テレビ）
- 全っっっっっ然知らない街を歩いてみたものの Season2 第2話（2022年3月14日、フジテレビ）[60]
- ローカル鉄道 完全制覇の旅!廃線を行けるトコまで行ってみた (2022年7月30日、テレビ東京) [61]
  - ローカル鉄道 完全制覇の旅!廃線を行けるトコまで行ってみた2（2023年8月5日、テレビ東京）[62]
- かがやけ！ミラクルボーイズ（2022年8月11日 - 2022年8月25日、テレビ神奈川）
- どさんこワイド179（2022年9月23日、札幌テレビ）- 福さんぽ（元町エリア）
- へんてこ生物アカデミー（2023年8月7日、NHK総合）
- 日向坂で会いましょう（2023年10月2日、テレビ東京） - みちおのみ
- イタズラジャーニー（2022年10月15日 - フジテレビ） - イタズラ劇団員、不定期
- 22/7計算中　(2023年10月21日、TOKYO MX)
- GEKIBANG（2024年3月28日・12月30日、BSテレ東） - みちおのみ
- パクチーテレビ（2025年4月3日 - 23日、テレビ朝日）
- 発見!タカトシランド（北海道文化放送）
  - 2025年4月25日 - 中央区役所新庁舎エリアでお宝店を発見! SP
  - 2025年5月2日 - 山鼻エリアでお宝店を発見! SP

#### テレビドラマ
- アイゾウ 警視庁・心理分析捜査班 スペシャル「殺しのピエロ」（2023年3月28日、フジテレビ） - 江崎藤次郎 役（みちお）[63]
- 引越し探偵サクラ（2024年3月26日 - 4月6日、テレビ東京）[64]

### ラジオ
- さっぽろ吉本男まつり（STVラジオ） - 布川のみ、ピン芸人「ぬのかわひろき」時代にパーソナリティ
- マイナビ Laughter Night（2017年4月28日・2019年1月11日、TBSラジオ）
- ミュ〜コミ+プラス（2019年1月24日・2月28日・8月5日、ニッポン放送）
- トム・ブラウンのオールナイトニッポン0(ZERO)（2019年4月20日・2020年2月24日・2021年5月8日・2023年4月15日、ニッポン放送）
- トム・ブラウンのオールナイトニッポン（2022年1月28日、ニッポン放送）
- 爆笑問題の日曜サンデー（2019年5月19日、TBSラジオ）
- 芸人お試しラジオ「デドコロ」（2020年10月 - 11月、火曜会）
- オールナイトニッポンPODCAST トム・ブラウンのニッポン放送圧縮計画（2021年10月8日 - 、ニッポン放送） - 毎週金曜日配信[65]
- 水曜JUNK トム・ブラウンの不毛な議論（2025年1月2日、TBSラジオ）[注 5][66]
- アッパレやってまーす! 土曜日（2025年4月6日 - 、MBSラジオ）

### 映画
- 劇場版 ほんとうにあった怖い話 事故物件芸人（2021年1月22日、NSW）
- 有吉の壁 カベデミー賞 THE MOVIE「ドライブ・アイ・サー」（2022年6月11日、ライブビューイングジャパン）[67] - みちおが監督・脚本を兼任。
- 劇場版 転生したらスライムだった件 紅蓮の絆編（2022年11月25日、バンダイナムコフィルムワークス、クランチロール）[68] - アニメ映画。ラージャ小亜国の鉱員役の声優を担当。

### CM
- Cygames「グランブルーファンタジー」（2019年8月） - 「グラブルからのお中元 発声練習」篇[69][70]

### Webテレビ
各日付は配信開始日
- トム・ブラウンのコンテンツタワー爆破計画（ニコジョッキー） - メインMC
- 内村さまぁ〜ず（2018年10月22日、Amazon Prime Video）
- にじさんじのくじじゅうじ（2019年1月3日、AbemaTV）
- スピードワゴンのThe NIGHT（2019年1月22日、AbemaTV）
- チャンスの時間（2019年1月30日、AbemaTV）
- 極楽とんぼKAKERUTV（2019年2月21日、AbemaTV）
- HITOSHI MATSUMOTO presents ドキュメンタル（2019年、Amazon Prime Video）- シーズン7出演（みちおのみ）
- ゴッドタン セクシー女優愛確かめ選手権（2022年3月12日、Paravi） - みちおのみ
- 大脱出（2023年2月22日、DMM TV）[71]
- 風雲!たけし城（2023年4月21日、Amazon Prime Video）
- カチコチTV（FANZA TV）

### WebCM
- モスバーガー - 「トム・ブラウン『合体漫才』」篇[72]、「トム・ブラウン『超合体漫才』」篇[73][74]（2022年1月）

### 舞台
- 舞台版 月ともぐら 胸キュンコラボグランプリ（2023年10月5日、東京・草月ホール）- 布川教官（布川）/エンペラーみちお（みちお） 役[75]

### 単独ライブ
- がちょん太郎（札幌・演劇専用小劇場BLOCH、2009年2月）
- 全国二大都市漫才単独ライブ がちょん二郎（東京・しもきた空間リバティ、札幌・BLOCH、2012年4月）
- がちょん三郎 〜全国二大都市ツアー〜（東京・新宿vatios（2013年8月5日）、札幌・BLOCH（2013年8月11日））
- がちょん四郎 〜全国二大都市ツアー〜（東京・新宿vatios（2014年8月3日）、札幌・BLOCH（2014年8月4日））
- がちょん五郎 〜全国三大都市ツアー〜（東京・新宿vatios（2016年7月27日）、札幌・BLOCH（2016年8月7日）、長崎・ブリックホール（2016年8月25日））
  - 長崎でのライブは、唯一自分たちにとって縁もゆかりも無い所での公演だった。この回の客は6人ほどだったという[9]。
- がちょん六郎 〜感謝! 追加公演決定!!〜（東京・新宿vatios（2017年7月22日））
- がちょん七郎 〜大感謝! 昼夜2公演追加決定〜（東京・新宿vatios（2018年7月31日）
- がちょん八郎 〜がちょんソレソレライブ2 パート2 そして伝説へ...パート2 NEXT HORIZON 広島死闘編VSウエストランド パート2 Heven´s Drive in渋谷無限大ホール 振り込め詐欺集団大暴露スペシャルin東京ドーム 千秋楽 大晦日だよ! 全員集合! ありがとう平成〜（東京・新宿シアターモリエール（2019年4月5日・5月1日）、札幌・時計台ホール（2019年5月9・10日）、長崎・ブリックホール（2019年6月1日））
  - M-1グランプリ決勝進出を記念した3年ぶりの全国三大都市ツアー。サブタイトルにパート2と付いているが1は存在しない。また、実際に公演は開かれない会場名や出演しない芸人のコンビ名が使われている。
- がちょん九郎 〜がちょんソレソレライブ2 パート2 そして伝説へ…パート2 NEXT HORIZON 広島死闘編 VSウエストランド パート2 Heven's Drive in渋谷無限大ホール振り込め詐欺集団大暴露スペシャルin東京ドーム 千秋楽 大晦日だよ! 全員集合! ありがとう平成 びっくり熱血新記録はるかなる金メダル〜（東京・きゅりあん小ホール（2020年4月20日）、岐阜・みんなの森 GIFU MEDIA COSMOS みんなのホール（2020年5月10日）、長崎・メルカつきまち 長崎市市民生活プラザホール（2020年5月17日）、札幌・生活支援型文化施設コンカリーニョ（2020年6月13日））開催中止
- 帰ってきた! がちょん九郎 〜がちょんソレソレライブ2 パート2 そして伝説へ…パート2 NEXT HORIZON 広島死闘編 VSウエストランド パート2 Heven's Drive in渋谷無限大ホール振り込め詐欺集団大暴露スペシャルin東京ドーム 千秋楽 大晦日だよ! 全員集合! ありがとう平成 びっくり熱血新記録はるかなる金メダル〜Change Your Mind（東京・中央区立日本橋公会堂（2021年3月14日））
- がちょん十郎 〜がちょんソレソレライブ2 パート2 そして伝説へ…パート2 NEXT HORIZON 広島死闘編 VSウエストランド パート2 Heven's Drive in渋谷無限大ホール振り込め詐欺集団大暴露スペシャルin東京ドーム 千秋楽 大晦日だよ! 全員集合! ありがとう平成 びっくり熱血新記録はるかなる金メダル Change Your Mind 神々のトライフォース〜（長崎・NBCビデオホール（2021年5月16日）、札幌・生活支援型文化施設コンカリーニョ（2021年5月23日）、東京・東京都江戸東京博物館（2021年6月11・12日）、岐阜・みんなの森ぎふメディアコスモスみんなのホール（2021年6月5日2022年1月30日））
  - がちょん十郎 ツアーファイナルin無人島 スーパーソーシャルディスタンス単独ライブ SSDT（神奈川・猿島（2023年4月14日））
- がちょん十一郎 ～がちょんソレソレライブ2 パート2 そして伝説へ…パート2 NEXT HORIZON 広島死闘編VSウエストランド パート2 Heven's Drive in渋谷無限大ホール振り込め詐欺集団大暴露スペシャルin東京ドーム 千秋楽 大晦日だよ! 全員集合! ありがとう平成 びっくり熱血新記録はるかなる金メダルChange Your Mind 神々のトライフォース 第3次ベビーブーム～（長崎・長崎市市民生活プラザホール（2022年5月8日）、山形・山形県生涯学習センター 遊学館（2022年5月22日）、岐阜・岐阜市文化センター 小劇場（2022年7月3日）、東京・ニッショーホール（2022年7月15・16日）、札幌・札幌市教育文化会館 小ホール（2022年6月4日2022年9月17日））
- がちょん十二郎 ～がちょんソレソレライブ2 パート2 そして伝説へ…パート2 NEXT HORIZON 広島死闘編 VSウエストランド パート2 Heven's Drive in渋谷無限大ホール振り込め詐欺集団大暴露スペシャルin東京ドーム 千秋楽 大晦日だよ! 全員集合! ありがとう平成 びっくり熱血新記録はるかなる金メダル Change Your Mind 神々のトライフォース 第3次ベビーブーム ワイン肉バルの歓喜～（山形・山形県生涯学習センター 遊学館（2023年5月13日）、長崎・長崎市市民生活プラザホール（2023年5月20日）、岐阜・岐阜市文化センター 小劇場（2023年6月10日）、札幌・生活支援型文化施設コンカリーニョ（2023年6月17日）、山口・シンフォニア岩国 多目的ホール（2023年7月8日）、東京・銀座 博品館劇場（2023年7月21・22日））
- "15年に1度の東名阪ツアー+北海道・福岡"トム・ブラウン単独ライブ2024「たろう7」（名古屋・今池ガスホール（2024年5月17日・18日）、北海道・かでるアスビックホール（5月25日）、大阪・朝日生命ホール（5月31日・6月1日）、福岡・西鉄ホール（6月8日）、東京・草月ホール（6月28日・29日））

## 書籍
- 『巨大生物ばかりの異世界をパルクールと足場スキルで無双する。』（2022年8月より「コミックアルナ」で連載、KADOKAWA、コミックス全2巻） - みちおが原作を担当、漫画：TADD[76]
- 講談社の創作絵本『がったい!』（2024年8月28日、講談社、ISBN 978-4065361535） - 出演、作：こにしけい、たなかけんた、絵：萬田翠[77]
- 『芸人短歌』（2024年12月11日、笠間書院、ISBN 978-4-305-71027-7） - 執筆に2人とも参加、編著：井口可奈[78]